# فلزیاب گنجیاب طلای قدیمی
فلزیاب گنجیاب طلای قدیمی برای فلزیاب تفکیک دار یا برای فلزیاب فرق طلای قدیمی با فلز جدید وجود ندارد و همان فلزیاب تفکیک دار که می‌تواند یک فلز جدید را تفکیک نماید می‌تواند یک فلز قدیمی، طلا قدیمی، گنج، عتیقه، دفینه یا خزانه را نیز تفکیک نماید، یا یک فلزیاب تصویری راداری یا فلزیاب راداری تصویری یا فلزیاب راداری باید بتواند هم فلز جدید و هم فلز قدیمی یا طلای قدیمی را تفکیک نموده و تشخیص دهد یا در اصل فلزیابی که می‌تواند فلز جدید یا طلای جدید را تفکیک نماید حتماً می‌تواند آن فلزیاب، فلز قدیمی یا طلای قدیمی را نیز تشخیص داده و تفکیک نماید و تفکیک برای یک فلز جدید با فلز قدیمی یکسان است کلاهبرداران پیشتاز پس اگر یک فروشنده فلزیاب یا طلایاب یا گنج‌یاب ابراز نمود که آن فلزیاب فقط گنج‌یاب است و فلز قدیمی یا گنج یا طلا قدیمی را پیدا می‌نماید باور ننمایید زیرا خارج از اصول فیزیک و علوم رادار و الکترونیک و فرکانس و جریان و انرژی می‌باشد و واقعیت ندارد و این مطالب که فلزیاب گنج‌یاب است و فقط فلز قدیمی یا طلا قدیمی یا گنج را تشخیص می‌دهد باور پذیر نیست.

## فلزیاب طلا فلزات همگن
فلزیاب طلا را می‌تواند تفکیک نماید ولی اینکه فلزیاب مواد معدنی و منابع یا فلزات همگن یا هم مکان طلا را در صحنه کار تشخیص داده و تفکیک نماید یا جداسازی دقیق نماید موضوع مهمی می‌باشد که باید برای کاوش طلا یا تفکیک طلا از دیگر منابع یا فلزات یا فلزات پوسیده در رابطه با نحوه عملکرد فلزیاب در نظر گرفته شود.

## گنج‌یاب
آن گروه که ابراز می‌نمایند که گنج‌یاب را ارائه نموده و سیستم یابنده یا گنج‌یاب آن‌ها فقط طلا قدیمی را می‌گیرد و دستگاه خود را به عنوان گنج‌یاب به هر شکل شده و با هر روش به خریدار سیستم با عنوان گنج‌یاب معرفی می‌نمایند در اصل دلایل ضعف دستگاه‌های خود را با این عنوان می‌پوشانند و از نظر اصول علمی مطلبی غیر واقعی است و بیشتر آنهایی که دستگاه خود را به عنوان گنج‌یاب با توان اینکه فقط طلای قدیمی یا گنج طلا را تشخیص می‌دهد از نوع فلزیاب مغناطیسی، مگنومتر، مگنت ، تسلا، فلزیاب وی ال اف (VLF)، فلزیاب تی ار (TR)، فلزیاب ای بی (IB)، فلزیاب بی اف او (BFO) و فلزیاب پالسی (PI) می‌باشد زیرا توان تفکیک طلا را در عمق زیاد نداشته یا اصلاً مغناطیس سنج هستند و طلا دارای مغناطیس نمی‌باشد که با این دستگاه‌ها یا فلزیاب‌ها بتوان طلای جدید را در عمق تشخیص داده و حال طلای جدید که قابل تشخیص نباشد مسلماً طلا قدیمی نیز توسط این دسته دستگاه‌ها یا فلزیاب‌ها در عمق زیاد یا زمین آلوده قابل تشخیص نمی‌باشد و این موضوع را مطرح می‌نمایند چون در زمان تست فلزیاب خود نمی‌توانند طلا را در عمق تست نمایند زیرا طلای جدید یا طلای قدیم دارای جریان مغناطیس بالا نمی‌باشد که در عمق بر روی این دسته فلزیاب‌ها یا دستگاه‌ها ایجاد تفاوت در خواص مغناطیسی در تغییر فاز یا ولتاژ نماید.

## اصل تفکیک فلزیاب
فلزیاب باید طلای جدید را تفکیک نماید تا بتواند طلا قدیمی را بهتر تشخیص دهد زیرا طلا در طول زمان دچار تغییرات و پوسیدگی نمی‌شود تا شرایط مغناطیسی متفاوت را ایجاد نماید که توسط این دسته فلزیاب‌ها یا دستگاه‌های که با تغییر مغناطیس در فاز عمل می‌نماید در عمق قابل تشخیص باشد. دوستان این مطلب درست نیست طلا بعد از گذشت پنجاه سال تحت میدان مغناطیسی زمین دارای میدان می‌شود و این میدان توسط سیستم‌های مگنتومتر قابل شناسایی است و نویسنده این مطلب اطلاعات درستی ندارند برای مثال شما وقتی وارد دستگاه ام آر آی بشی اگه زنجیر طلا داشته باشید با قدرت به دستگاه جذب می‌شود؟!!! چرا مگر طلا دیامغناطیس نیست؟ چرا ولی تحت شرایط خاص مغناطیسی می‌شود و شش دهم میکرو تسلا مگنت می‌شود.

## انواع تفکیک در دستگاه‌های گنج‌یاب

### تفکیک آهن و غیر آهن
این نوع تفکیک بیش از ۳۰ سال است که در دستگاه‌های پالسی و VLF وجود دارد و اولین بار توسط شرکت فیشر آمریکا ابداع شده است در این نوع تفکیک دستگاه قادر است آهن را از بقیه فلزات جدا کند و قادر نیست که فلزاتی غیر مغناطیسی را از هم جدا کند و همان‌طور که از اسم این تفکیک پیداست فلزات غیر آهنی شامل تمامی فلزات به غیر آهن می‌شود.

### تفکیک با ارزش و بی‌ارزش
در این نوع تفکیک فلزاتی همچون طلا، نقره، مس، استیل و آلومینیوم جز گروه فلزات با ارزش و فلزاتی همچون آهن و چدن و مفرغ و برنز جزو گروه فلزات بی‌ارزش قرار می‌گیرند این نوع تفکیک از سال ۲۰۰۲ اختراع شده است و هم‌اکنون نیز ۹۰٪ دستگاه‌ها این نوع تفکیک را دارند.

### تفکیک JUST GOLD
این نوع تفکیک فلزیاب روش جدیدی است که از ۲ سال پیش در بعضی از دستگاه‌های پیشرفته گنج‌یاب به کار رفته است در این نوع تفکیک دستگاه فقط فلز طلا را به عنوان با ارزش شناسایی می‌کند و فلزاتی همچون مس، آلومینیوم، برنز و آهن و …. را به عنوان فلزات بی‌ارزش تشخیص می‌دهد. این نوع تفکیک جدیدترین نوع تفکیک است که اولین بار توسط شرکت Minelab استرالیا اختراع و ابداع شد.
در این نوع تفکیک کاهش عمق دستگاه فلزیاب برخلاف تفکیک فلزات آهن و غیر آهن کمتر بوده و حدود ۲۰–۳۰ درصد است. این نوع تفکیک فلزات در فلزیاب‌ها روشی جدید می‌باشد که در برخی از دستگاه‌های پیشرفته طلایاب و فلزیاب از حدود ۲ سال پیش تعبیه‌شده است. این نوع تفکیک فلزات در فلزیاب‌ها فلز طلا را به‌عنوان فلز باارزش شناسایی کرده و دیگر فلزات ازجمله مس، آلومینیوم، برنز، آهن و غیره را به‌عنوان فلزات بی‌ارزش تلقی می‌کند.

## فلزیاب راداری فقط فلز قدیمی
فلزیاب راداری یا فلزیاب تصویری راداری که فقط فلز قدیمی، گنج، عتیقه، زیرخاکی و دفینه را تشخیص داده و فلز نو یا طلا جدید را تشخیص نمی‌دهد در اصل فلزیاب نمی‌باشد و خارج از اصول رادار زمینی دستی می‌باشد و هر نوع فلزیاب، طلایاب، گنج‌یاب، فلزیاب تصویری، فلزیاب آنتنی، فلزیاب لوپی، فلزیاب کویلی یا فلزیاب لوپی که به عنوان گنج‌یاب ارائه می‌گردد و فروشنده آن فلزیاب بیان می‌نماید که این فلزیاب را بر روی طلا، نقره، مس، روی یا آهن جدید نمی‌توان تست نمود یا نمی‌تواند فلز جدید یا طلا جدید را بگیرد و فقط فلز قدیمی، طلای قدیمی، گنج، دفینه، عتیقه یا فلز با عمر زیاد را فقط می‌گیرد یک امر خارج بحث علمی و فنی است و حقیقت نداشته و نمی‌تواند یک هدف اصلی، طلا، گنج، دفینه یا خزانه را تشخیص دهد زیرا یک فلزیاب راداری، فلزیاب تصویری آنتنی یا فلزیاب تصویری راداری باید بتواند خواص مغناطیسی یک هدف نو، فلز جدید، طلای نو یا طلای جدید را تشخیص داده و تفکیک نماید تا بتواند خواص یک هدف قدیمی، طلا قدیمی، گنج، دفینه یا خزانه را تشخیص دهد و پیشرفته‌ترین پردازشگر تفکیک باید توان تفکیک اهداف جدید، طلای جدید، طلا جدید یا فلز جدید را داشته باشد تا بتواند یک هدف قدیمی، طلا قدیمی، گنج، دفینه یا خزانه را تفکیک نماید.

## یافتن گنج فلزیاب
پیداکردن گنج یا یافتن گنج فلزیاب را می‌تواند با انحراف در تشخیص مرکز هدف یا گنج روبرو نماید و این انحراف در تشخیص مرکز هدف اصلی یا طلا یا گنج می‌تواند عوامل متفاوت داشته باشد که یافتن گنج با فلزیاب یا یافتن گنج با طلایاب یا یافتن گنج با گنج‌یاب یک امر تخصصی در زمینه باستان‌شناسی می‌باشد و یافتن گنج با فلزیاب یا طلایاب یا گنج‌یاب خود یک حرفه با تجربه و مهارت بالا می‌باشد و برای این است که اکثر دارندگان فلزیاب یا طلایاب یا گنج‌یاب نمی‌توانند گنج را پیدا نموده و در یافتن گنج با فلزیاب دچار خطا می‌گردند.

## فلزیاب عمق دقیق گنج
فلزیاب عمق دقیق گنج طلا را نمی‌تواند مشخص نماید و این مربوط به عمر طلا یا گنج طلا در زیر زمین در مدت زمان زیاد می‌باشد و تابش طلا به اطراف خود می‌تواند شعاع انرژی و امواج الکترومغناطیس را ایجاد نموده که مقاومت اطراف خود را تغییر داده و این وضعیت در سطح بالا یا اطراف طلا قدیمی یا گنج قدیمی می‌تواند باعث خطای فلزیاب تصویری یا فلزیاب آنتنی یا فلزیاب سنسوری یا هر نوع فلزیاب در تشخیص عمق طلا یا گنج طلا یا نقطه زنی در عمق زیاد به‌خصوص با ابعاد بزرگ گردد
در رابطه با گنج یا فلز قدیمی در عمق زیاد با هر نوع فلزیاب ساخت هر کجا دنیا که باشد نمی‌توان عمق دقیق طلا قدیمی یا گنج را مشخص نمود.

## فلزیاب صدا زمینه تغییر نوسان طلا قدیمی
فلزیاب صدا زمینه در صورت برخورد با طلا یا فلزات تغییر نوسان صدا را در صدایی یکسره خود داشته که این نوسان صدا در صدا زمینه برای هر نوع فلز یا طلا متفاوت است و برای فلزات یا طلا قدیمی تغییر نوسان صدای بیشتری نسبت به فلزات یا طلا جدید دارد زیرا این تغییر صدا نوسان صدا از تغییر فرکانس طلا یا انواع فلزات می‌باشد و فلزات قدیمی یا طلا قدیمی در اثر قرار گرفتن در یک محدوده در طول زمان دارای انرژی بالاتری در بازتاب فرکانس نسبت به طلا جدید یا فلز جدید را دارا می‌باشد و همین موضوع موجب واکنش نوسان صدا با وضوح بالاتر برای طلا قدیمی یا فلز قدیمی که از مکان اولیه خود جابجا نشده است را فلزیاب فرکانسی با عدد (VDI) و ابعاد هدف (IND SIZE) دارا می‌باشد.